# Gouvernement Zapatero I
 (janvier 2023).
Si vous disposez d'ouvrages ou d'articles de référence ou si vous connaissez des sites web de qualité traitant du thème abordé ici, merci de compléter l'article en donnant les références utiles à sa vérifiabilité et en les liant à la section « Notes et références ».
Royaume d'Espagne
Aznar II Zapatero II
Le gouvernement Zapatero I (en espagnol : Primer Gobierno Zapatero) est le gouvernement du royaume d'Espagne entre le 18 avril 2004 et le 14 avril 2008, durant la huitième législature des Cortes Generales.

## Historique du mandat
Dirigé par le nouveau président du gouvernement socialiste José Luis Rodríguez Zapatero, ce gouvernement est constitué par le Parti socialiste ouvrier espagnol (PSOE) et le Parti des socialistes de Catalogne (PSC). Ensemble, ils disposent de 164 députés sur 350, soit 46,9 % des sièges du Congrès des députés, et de 106 sénateurs sur 259, soit 40,9 % des sièges du Sénat. Il bénéficie du soutien sans participation de la Gauche républicaine de Catalogne (ERC), la Gauche unie (IU), l'Initiative pour la Catalogne Verts (ICV) et de partis régionalistes, qui disposent ensemble de 19 députés, soit 5,4 % des sièges du Congrès des députés, et 13 sénateurs, soit 5 % des sièges du Sénat.
Il est formé à la suite des élections générales du 14 mars 2004.
Il succède donc au second gouvernement du conservateur José María Aznar, constitué et soutenu par le seul Parti populaire (PP).

### Formation
Au cours du scrutin, le PSOE et le PSC engrangent un total de 3 107 400 nouvelles voix, ce qui leur fait atteindre à l'époque le record de suffrages obtenus pour une force politique depuis les élections constituantes de 1977. De fait, ils gagnent 39 sièges de députés et 29 mandats de sénateurs directement élus. Le PP, emmené par l'ancien numéro deux du cabinet sortant Mariano Rajoy, perd seulement 558 000 voix favorables, mais la progression socialiste et l'évolution de la participation lui font abandonner 35 députés et 25 sénateurs directement élus. La fédération nationaliste catalane Convergence et Union (CiU) se maintient en troisième force parlementaire — mais quatrième en voix — tandis que l'ERC emporte sept nouveaux députés et atteint la quatrième place du Congrès.
Le 16 avril, Zapatero est investi président du gouvernement par 183 voix pour, 148 contre et 19 abstentions, ayant bénéficié de l'appui de l'ERC, IU, ICV, la Coalition canarienne (CC), du Bloc nationaliste galicien (BNG) et de l'Union aragonaisiste (CHA). CiU et le Parti nationaliste basque (EAJ/PNV) — principaux partis nationalistes depuis la fin du franquisme — font le choix de l'abstention.
Il forme ensuite un gouvernement de 16 ministres, dont huit femmes et cinq indépendants. C'est la première fois qu'un cabinet espagnol est strictement paritaire. Les ministères de l'Industrie et de la Culture sont restaurés, les ministères de l'Économie et des Finances, ainsi que les ministères de l'Éducation et de la Science sont de nouveau réunis, tandis que le ministère du Logement est créé. La secrétaire générale du groupe socialiste au Congrès María Teresa Fernández de la Vega devient première vice-présidente, ministre de la Présidence et porte-parole, tandis que l'ancien ministre Pedro Solbes retrouve ses fonctions de ministre de l'Économie et des Finances, avec rang de second vice-président. Le président de Castille-La Manche depuis 1983 José Bono est choisi comme ministre de la Défense, le porte-parole du groupe parlementaire Jesús Caldera est désigné ministre du Travail, et le premier secrétaire du PSC José Montilla devient ministre de l'Industrie.

### Évolution
Du fait de la démission de Bono, un ajustement ministériel est réalisé le 11 avril 2006, avec l'arrivée dans l'exécutif du porte-parole du groupe parlementaire et ancien ministre Alfredo Pérez Rubalcaba, au poste de ministre de l'Intérieur, son prédécesseur José Antonio Alonso ayant pris les fonctions de ministre de la Défense. Cette même année, le gouvernement perd le soutien de l'ERC mais gagne celui de CiU dans le cadre du processus de réforme du statut d'autonomie de la Catalogne. Le 7 septembre, le maire de Barcelone Joan Clos prend la suite de Montilla, candidat aux élections autonomiques.
Un important remaniement ministériel est organisé le 9 juillet 2007, qui concerne quatre ministères et voit l'entrée de deux indépendants supplémentaires, faisant que la moitié du cabinet n'est pas affiliée au PSOE ou au PSC. La première vice-présidente du Congrès Carme Chacón est alors nommée ministre du Logement.

### Succession
Au cours des élections parlementaires du 9 mars 2008, les socialistes conservent une majorité relative renforcée dans les deux chambres. Sans aucun accord politique particulier, Zapatero est tout de même réinvesti et constitue son second gouvernement. Il établit en outre le record de longévité d'un cabinet depuis la fin du franquisme. Il garde ce record jusqu'à la fin du gouvernement Rajoy I en 2016.

## Composition

### Initiale (18 avril 2004)
| Portefeuille                                                                                    | Titulaires | Titulaires | Titulaires                                 | Parti |
| ----------------------------------------------------------------------------------------------- | ---------- | ---------- | ------------------------------------------ | ----- |
| Président du gouvernement                                                                       |            |            | José Luis Rodríguez Zapatero               | PSOE  |
| Première vice-présidente du gouvernement Ministre de la Présidence Porte-parole du gouvernement |            |            | María Teresa Fernández de la Vega Sanz     | Sans  |
| Second vice-président du gouvernement Ministre de l'Économie et des Finances                    |            |            | Pedro Solbes Mira                          | Sans  |
| Ministre des Affaires étrangères et de la Coopération                                           |            |            | Miguel Ángel Moratinos Cuyaubé             | PSOE  |
| Ministre de la Justice                                                                          |            |            | Juan Fernando López Aguilar                | PSOE  |
| Ministre de la Défense                                                                          |            |            | José Bono Martínez                         | PSOE  |
| Ministre de l'Intérieur                                                                         |            |            | José Antonio Alonso Suárez                 | Sans  |
| Ministre de l'Équipement                                                                        |            |            | Magdalena Álvarez Arza                     | PSOE  |
| Ministre de l'Éducation et de la Science                                                        |            |            | María Jesús San Segundo Gómez de Cadiñanos | Sans  |
| Ministre du Travail et des Affaires sociales                                                    |            |            | Jesús Caldera Sánchez-Capitán              | PSOE  |
| Ministre de l'Industrie, du Tourisme et du Commerce                                             |            |            | José Montilla Aguilera                     | PSC   |
| Ministre de l'Agriculture, de la Pêche et de l'Alimentation                                     |            |            | María Elena Espinosa Mangana               | PSOE  |
| Ministre des Administrations publiques                                                          |            |            | Jordi Sevilla Segura                       | PSOE  |
| Ministre de la Culture                                                                          |            |            | María del Carmen Calvo Poyato              | PSOE  |
| Ministre de la Santé et de la Consommation                                                      |            |            | Elena Salgado Méndez                       | Sans  |
| Ministre de l'Environnement                                                                     |            |            | María Cristina Narbona Ruiz                | PSOE  |
| Ministre du Logement                                                                            |            |            | María Antonia Trujillo Rincón              | PSOE  |

### Remaniement du11 avril 2006
- Les nouveaux ministres sont indiqués en gras, ceux ayant changé d'attribution en italique.

| Portefeuille                                                                                    | Titulaires | Titulaires | Titulaires                                        | Parti |
| ----------------------------------------------------------------------------------------------- | ---------- | ---------- | ------------------------------------------------- | ----- |
| Président du gouvernement                                                                       |            |            | José Luis Rodríguez Zapatero                      | PSOE  |
| Première vice-présidente du gouvernement Ministre de la Présidence Porte-parole du gouvernement |            |            | María Teresa Fernández de la Vega Sanz            | Sans  |
| Second vice-président du gouvernement Ministre de l'Économie et des Finances                    |            |            | Pedro Solbes Mira                                 | Sans  |
| Ministre des Affaires étrangères et de la Coopération                                           |            |            | Miguel Ángel Moratinos Cuyaubé                    | PSOE  |
| Ministre de la Justice                                                                          |            |            | Juan Fernando López Aguilar (jusqu'au 09/02/2007) | PSOE  |
| Ministre de la Justice                                                                          |            |            | Mariano Fernández Bermejo                         | Sans  |
| Ministre de la Défense                                                                          |            |            | José Antonio Alonso Suárez                        | Sans  |
| Ministre de l'Intérieur                                                                         |            |            | Alfredo Pérez Rubalcaba                           | PSOE  |
| Ministre de l'Équipement                                                                        |            |            | Magdalena Álvarez Arza                            | PSOE  |
| Ministre de l'Éducation et de la Science                                                        |            |            | María Mercedes Cabrera Calvo-Sotelo               | Sans  |
| Ministre du Travail et des Affaires sociales                                                    |            |            | Jesús Caldera Sánchez-Capitán                     | PSOE  |
| Ministre de l'Industrie, du Tourisme et du Commerce                                             |            |            | José Montilla Aguilera (jusqu'au 07/09/2006)      | PSC   |
| Ministre de l'Industrie, du Tourisme et du Commerce                                             |            |            | Joan Clos i Matheu                                | PSC   |
| Ministre de l'Agriculture, de la Pêche et de l'Alimentation                                     |            |            | María Elena Espinosa Mangana                      | PSOE  |
| Ministre des Administrations publiques                                                          |            |            | Jordi Sevilla Segura                              | PSOE  |
| Ministre de la Culture                                                                          |            |            | María del Carmen Calvo Poyato                     | PSOE  |
| Ministre de la Santé et de la Consommation                                                      |            |            | Elena Salgado Méndez                              | Sans  |
| Ministre de l'Environnement                                                                     |            |            | María Cristina Narbona Ruiz                       | PSOE  |
| Ministre du Logement                                                                            |            |            | María Antonia Trujillo Rincón                     | PSOE  |

### Remaniement du9 juillet 2007
- Les nouveaux ministres sont indiqués en gras, ceux ayant changé d'attribution en italique.

| Portefeuille                                                                                    | Titulaires | Titulaires | Titulaires                             | Parti |
| ----------------------------------------------------------------------------------------------- | ---------- | ---------- | -------------------------------------- | ----- |
| Président du gouvernement                                                                       |            |            | José Luis Rodríguez Zapatero           | PSOE  |
| Première vice-présidente du gouvernement Ministre de la Présidence Porte-parole du gouvernement |            |            | María Teresa Fernández de la Vega Sanz | Sans  |
| Second vice-président du gouvernement Ministre de l'Économie et des Finances                    |            |            | Pedro Solbes Mira                      | Sans  |
| Ministre des Affaires étrangères et de la Coopération                                           |            |            | Miguel Ángel Moratinos Cuyaubé         | PSOE  |
| Ministre de la Justice                                                                          |            |            | Mariano Fernández Bermejo              | Sans  |
| Ministre de la Défense                                                                          |            |            | José Antonio Alonso Suárez             | Sans  |
| Ministre de l'Intérieur                                                                         |            |            | Alfredo Pérez Rubalcaba                | PSOE  |
| Ministre de l'Équipement                                                                        |            |            | Magdalena Álvarez Arza                 | PSOE  |
| Ministre de l'Éducation et de la Science                                                        |            |            | María Mercedes Cabrera Calvo-Sotelo    | Sans  |
| Ministre du Travail et des Affaires sociales                                                    |            |            | Jesús Caldera Sánchez-Capitán          | PSOE  |
| Ministre de l'Industrie, du Tourisme et du Commerce                                             |            |            | Joan Clos i Matheu                     | PSC   |
| Ministre de l'Agriculture, de la Pêche et de l'Alimentation                                     |            |            | María Elena Espinosa Mangana           | PSOE  |
| Ministre des Administrations publiques                                                          |            |            | Elena Salgado Méndez                   | Sans  |
| Ministre de la Culture                                                                          |            |            | César Antonio Molina Sánchez           | Sans  |
| Ministre de la Santé et de la Consommation                                                      |            |            | Bernat Soria Escoms                    | Sans  |
| Ministre de l'Environnement                                                                     |            |            | María Cristina Narbona Ruiz            | PSOE  |
| Ministre du Logement                                                                            |            |            | Carme María Chacón Piqueras            | PSC   |